# Holly Randall
Holly Randall Knipe (5 settembre 1978) è una fotografa, regista e attrice pornografica statunitense.
Nel 2013 la rivista AVN l'ha definita come una delle donne più influenti nell'industria pornografica.

## Biografia
Figlia della fotografa erotica Suze Randall e dell'autore Humphry Knipe, deve il suo nome dal Hollywood Presbyterian Medical Center dove è nata.

## Carriera

### Fotografia
A 20 anni mentre studiava alla Brooks Institute of Photography a Santa Barbara, sua madre le chiese di aiutarla con il sito web Suze.net. Tornata a Los Angeles, ha iniziato a lavorare per Suze.net e a collaborare con Penthouse. Nel 2005 il suo lavoro era apparso sulle copertine di tutte le principali riviste americane per adulti. Nel 2024 è stata inserita nella AVN Hall of Fame.

### Digitale
Nel 2004 Randall si interessò alla produzione video e iniziò a dirigere e produrre tutti i film per Suze.net e, nel 2008 ha fondato la Holly Randall Productions.
Nel maggio 2013 il suo sito web è entrato a far parte della rete Met-Art ed ha iniziato a collaborare con Twistys e Playboy, oltre a riviste per adulti quali Hustler, Club, High Society, Australian Penthouse e Hot Video.
Nel luglio 2017 Randall ha lanciato il podcast Holly Randall Unfiltered.

### Presenze
Holly e sua madre Suze sono apparse in un episodio di Secret Lives of Women: Sex for Sale sul canale WE e nel programma Sexcetera di The Insider e Playboy TV.
Da novembre 2013 conduce su Playboy TV un programma chiamato Adult Film School, dove ospita e dirige i dilettanti nel loro sex tape professionale.
Randall è apparsa in The Sex Factor, un talent dell'industria per adulti, dove ha fotografato le aspiranti pornostar e decretato il vincitore del secondo episodio. Randall è stata anche il giudice della seconda stagione di DP Star, un concorso in cui aspiranti ragazze competono per vincere un contratto con Digital Playground.

### Libri
Randall ha quattro libri fotografici, Erotic Dream Girls, Kinky Nylons, Kinky Super Beauties e Kinky Lingerie pubblicati da Goliath Books.

## Riconoscimenti
- AVN Awards
  - 2024 – Hall of Fame